# Aleksandr Moïsseïev
Pour les articles homonymes, voir Moïsseïev.
Aleksandr Alekseïevitch Moïsseïev (russe : Александр Алексеевич Моисеев), né le 16 avril 1962 à Borskoe, dans l'oblast de Kaliningrad (URSS), est un officier de la marine russe. Il détient actuellement le grade d'amiral et est commandant en chef de la marine russe depuis le 10 mars 2024 (par intérim jusqu’au 2 avril 2024)

## Carrière
Durant sa jeunesse, Moïsseïev effectue son service militaire, avant d'étudier à l'institut technique de la marine. Il rejoint ensuite la flotte du Nord en tant que sous-marinier. Après avoir commencé dans la branche ingénierie, il se spécialise dans le combat et le contrôle de la guerre. Félicité pour son service et promu, il prend le commandement de son propre navire, à partir duquel il effectue le premier lancement spatial commercial de l'histoire de la marine, et le lancement d'une charge utile commerciale envoyée pour la première fois en orbite depuis un sous-marin. Il entreprend des études complémentaires à l'Académie navale de Saint-Pétersbourg et à l'Académie militaire de l'état-major général, entrecoupées de commandement d'escadrilles de sous-marins,. Il reçoit les honneurs pour ses rôles de supervision et reçoit le titre de Héros de la fédération de Russie en 2011.
En 2018, il prend le commandement de la flotte de la mer Noire et supervise une période d'expansion au sein de la flotte. Il courtisa également la controverse concernant les relations avec l'Ukraine à la suite de l'intervention militaire russe en Ukraine à partir de 2014 et de l'incident du détroit de Kertch en novembre 2018. En mai 2019, il est nommé commandant du commandement stratégique conjoint de la flotte du Nord.
Le 10 mars 2024, des rumeurs circulent selon lesquelles il serait nommé commandant de la marine russe en remplacement de Nikolaï Ievmenov, dans un contexte d'importantes pertes dans des attaques de drones navals ukrainiennes. Sa nomination est confirmée le 19 mars 2024 où il devient commandant « par intérim ».